# 楊以忠
楊以忠（1544年—？），字顯卿，號葵菴，直隸常州府武進縣人，民籍，明朝政治人物、進士出身。

## 生平
隆慶四年（1570年）庚午科應天府鄉試第一百四十名，萬曆二年（1574年）甲戌科會試第一百六十名，登二甲第六十八名進士。历官户部郎中，出为湖广德安府知府，二十三年二月升云南副使。二十八年八月復除四川副使，管理清军屯田事务。

## 家族
曾祖父楊澯；祖父楊經，曾任醫學正科；父楊誠，曾任冠帶生員。母朱氏。具庆下。侄子楊惟和，萬曆癸丑進士；楊惟寅，萬曆壬子舉人。